# 艾巴赫河 (埃爾戈茨河支流)
47°27′58″N 7°51′15″E / 47.46620°N 7.85403°E
艾巴赫河是瑞士的河流，位於該國西北部，流經巴塞爾鄉村州，屬於埃爾戈茨河的支流，河道全長12.5公里，流域面積28.8平方公里，河畔城鎮有策格林根、基爾希伯格、特克瑙和蓋特金登。